# Edosa purpurascens
Edosa purpurascens är en fjärilsart som beskrevs av Diakonoff 1968. Edosa purpurascens ingår i släktet Edosa och familjen äkta malar.
Artens utbredningsområde är Filippinerna. Inga underarter finns listade i Catalogue of Life.